# Estació de l'Alguer-Sant Agustí
L'estació de l'Alguer-Sant Agustí, de vegades identificat amb el nom d'estació de l'Alguer, és un estació de tren al servei de la ciutat de l'Alguer, l'única activa en el nucli urbà. Està situada al districte de La Pedrera, i el 1988 és terminal del ferrocarril Sàsser-l'Alguer.

## Història
L'origen de l'estació està vinculat a la necessitat, palesada durant la Segona Guerra Mundial, d'adaptar la terminal de la línia Sàsser-Alguer a l'estació del segle xix al port de l'Alguer. Les raons que van portar a aquesta elecció eren purament el turisme i relacionats amb el tràfic: en el primer cas, la zona del port era interessada d'un desenvolupament turístic progressiu, mentre que en el segon la presència dels passos a nivell en algunes de les carreteres més transitades del centre (Via Garibaldi i Via Don Minzoni) plantejaven problemes a la circulació de vehicles.
A la llum del decret ministerial número 48 de 12 de gener de 1970 va donar llum verda a l'adaptació de la terminal ferroviària a la zona portuària de La Pedrera. Es va fer càrrec de la realització del nou terminal el concessionari ferroviari de llavors, Strade Ferrate Sarde. El nom escollit per a la nova estació va ser "Sant Agustí", el nom de la petita església en els voltants, més coneguda com a "Sant Agustí vell", per distingir-la de l'església de més recent construcció al districte de Sant Agustí. L'estació va ser finalment construïda a mitjans dels setanta, però durant una dècada serviran com un esglaó intermedi.

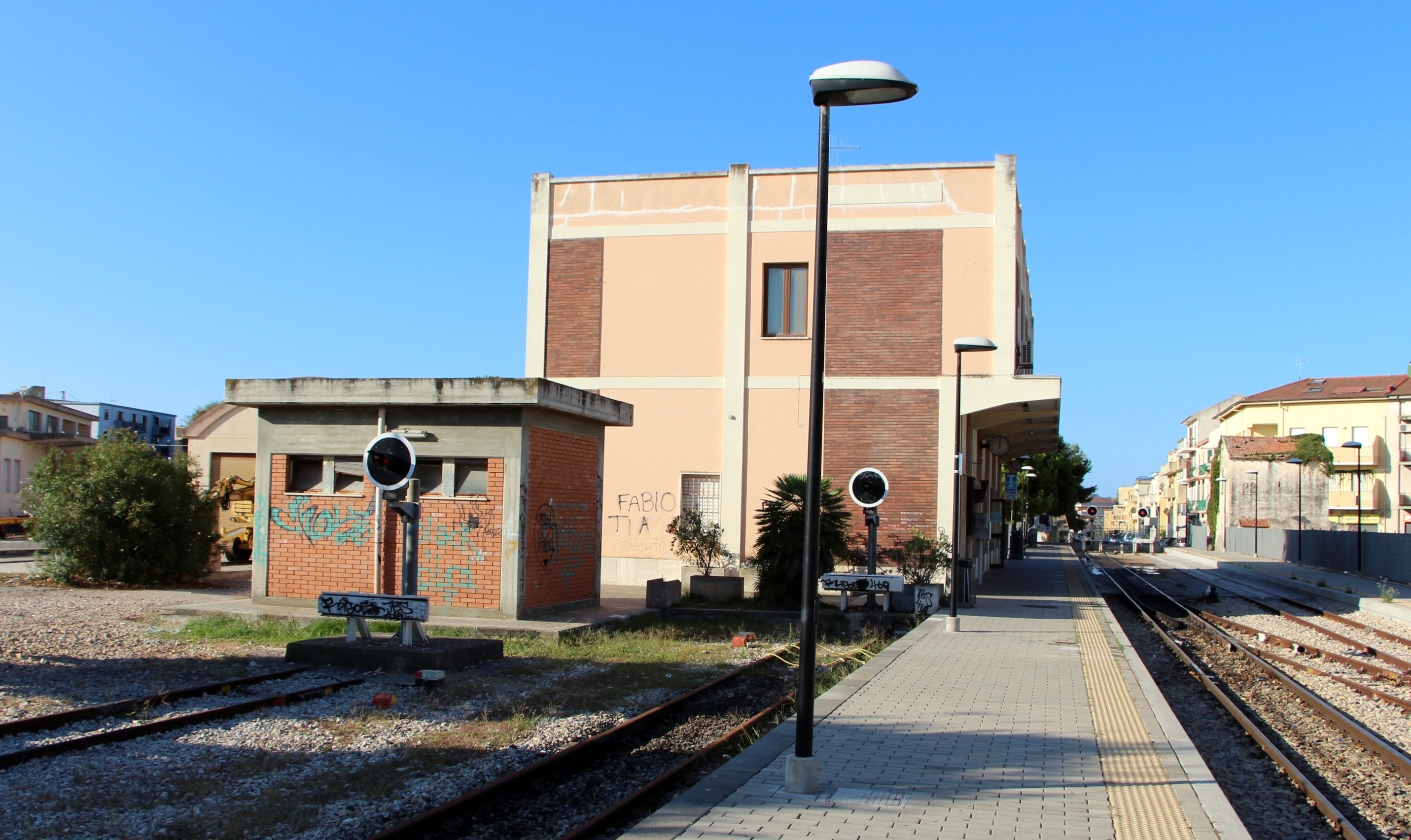
El costat nord de l'edifici. Fins 1988, la línia s'interrompia en l'aeroport, però actualment arriba al port de l'Alguer

El 1981 les implantacions al port de l'Alguer foren profundament redimensionades, amb la demolició dels edificis (edifici de viatgers, dipòsits) i la transformació de final de línia de facto a simple terminal. Es va fer de la terminal de Sant Agustí l'únic centre de l'Alguer equipat amb un edifici de viatgers i una terminal de càrrega a la ciutat (encara que Alguer Port hi havia un edifici prefabricat per a serveis d'usuari), així com la seu de reparació de material rodant a l'Alguer. En 1988 Finalment, l'estació es va convertir en la nova estació terminal de la línia de l'Alguer-Sàsser, amb el tancament de les pistes de l'Alguer Sant Agustí portava el tancament de Sant Joan i l'antiga terminal de l'Alguer Port. El 1989 la gestió de la terminal va passar a Ferrovie della Sardegna, format per la fusió del SFS amb Ferrovie Complementari della Sardegna. La FdS transferirà la gestió a l'ARST en 2008.
El 2010, els molls de l'estació han estat completament renovats. Aquest mateix any, després de la fusió d'ARST Gestione FdS amb l'ARST, aquesta última empresa es va convertir en el nou operador.

## Estructura
L'estació és la terminal del ferrocarril Sàsser-l'Alguer, línia de ferrocarril de via estreta no electrificada.
Endemés de l'edifici de viatgers, de planta rectangular i dos pisos, hi ha dues pistes utilitzades per al servei de passatgers amb molls annexos. Abans de l'aprovació de la gestió directa per l'ARST, l'àrea de l'estació albergava també una estació d'autobusos de l'antiga FdS.

## Moviment
Des del punt de vista de les connexions l'únic destí accessible des de la planta amb trens ARST és l'estació de Sàsser, a més de diverses parades en el viatge (incloent Olmedo).